# 斉一説
斉一説（せいいつせつ、英: uniformitarianism）とは、自然において、過去に作用した過程は現在観察されている過程と同じだろう、と想定する考え方。「現在は過去を解く鍵」という表現で知られる近代地質学の基礎となった地球観。天変地異説に対立する説として登場した。

## 概要

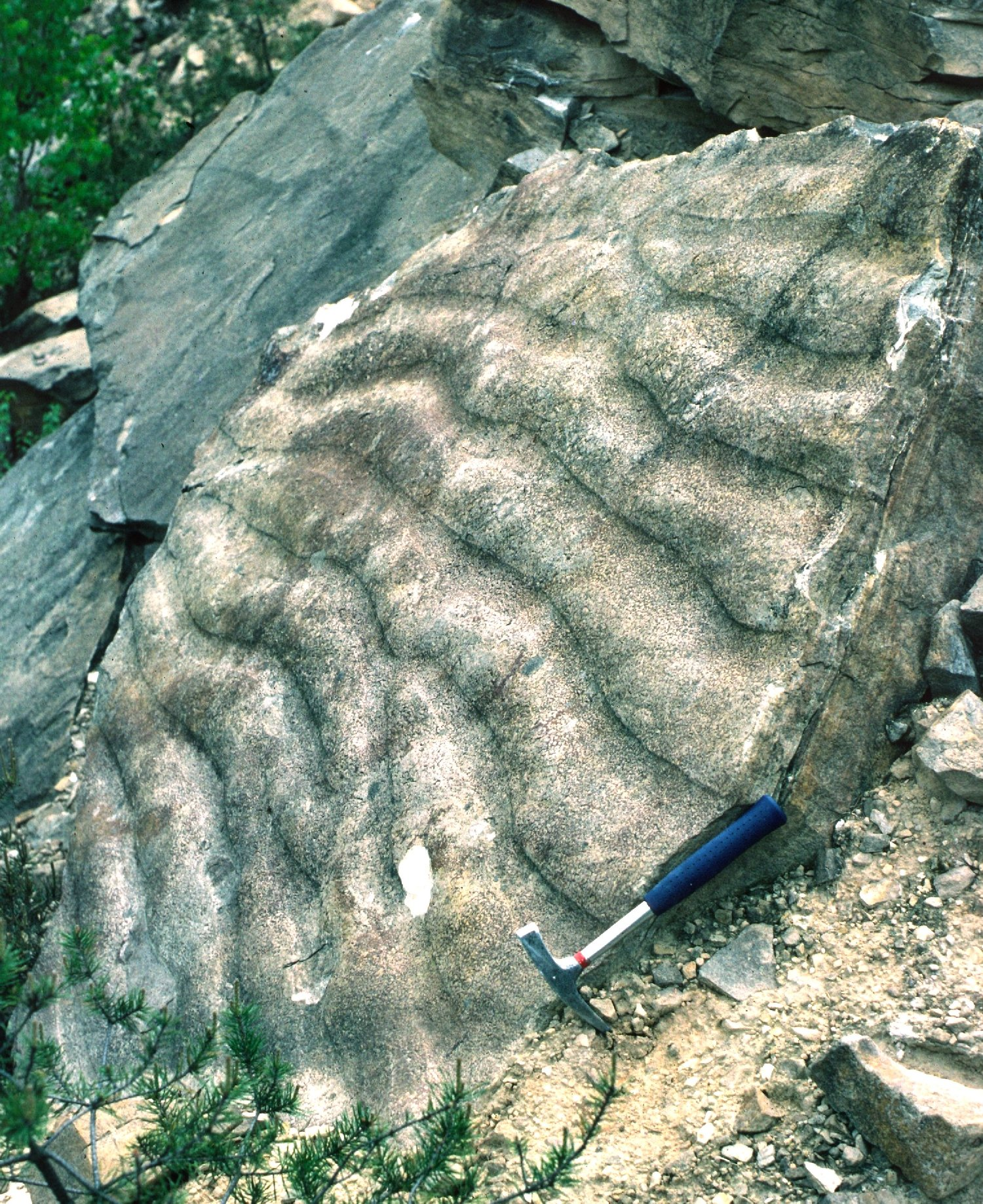
地表に現れた漣痕（リップルマーク）の化石

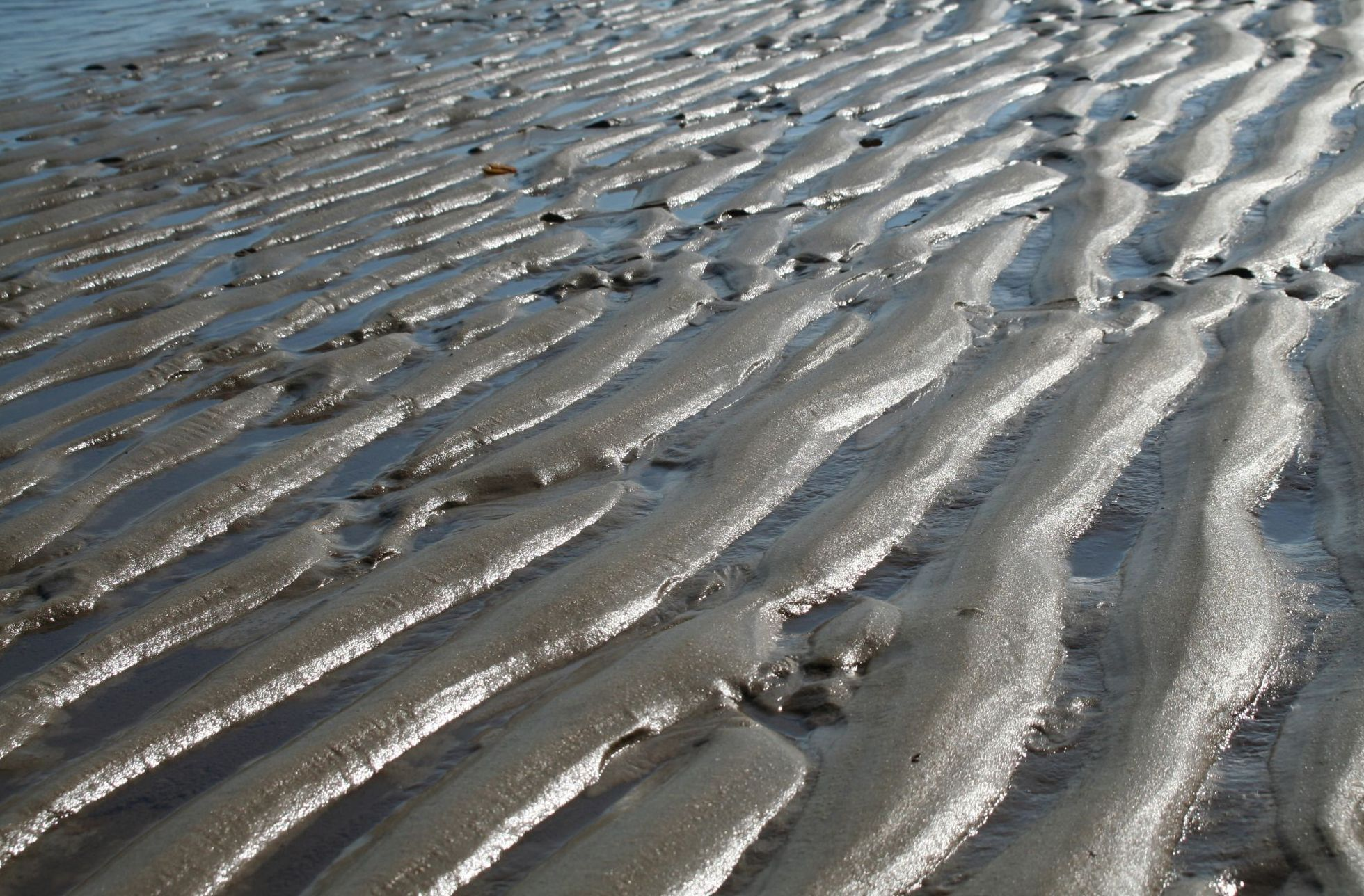
ドイツ、ボルクムで撮影された海岸に現れた漣痕。斉一説は現在観察されているもので過去を読み解くことができるという考え方である。

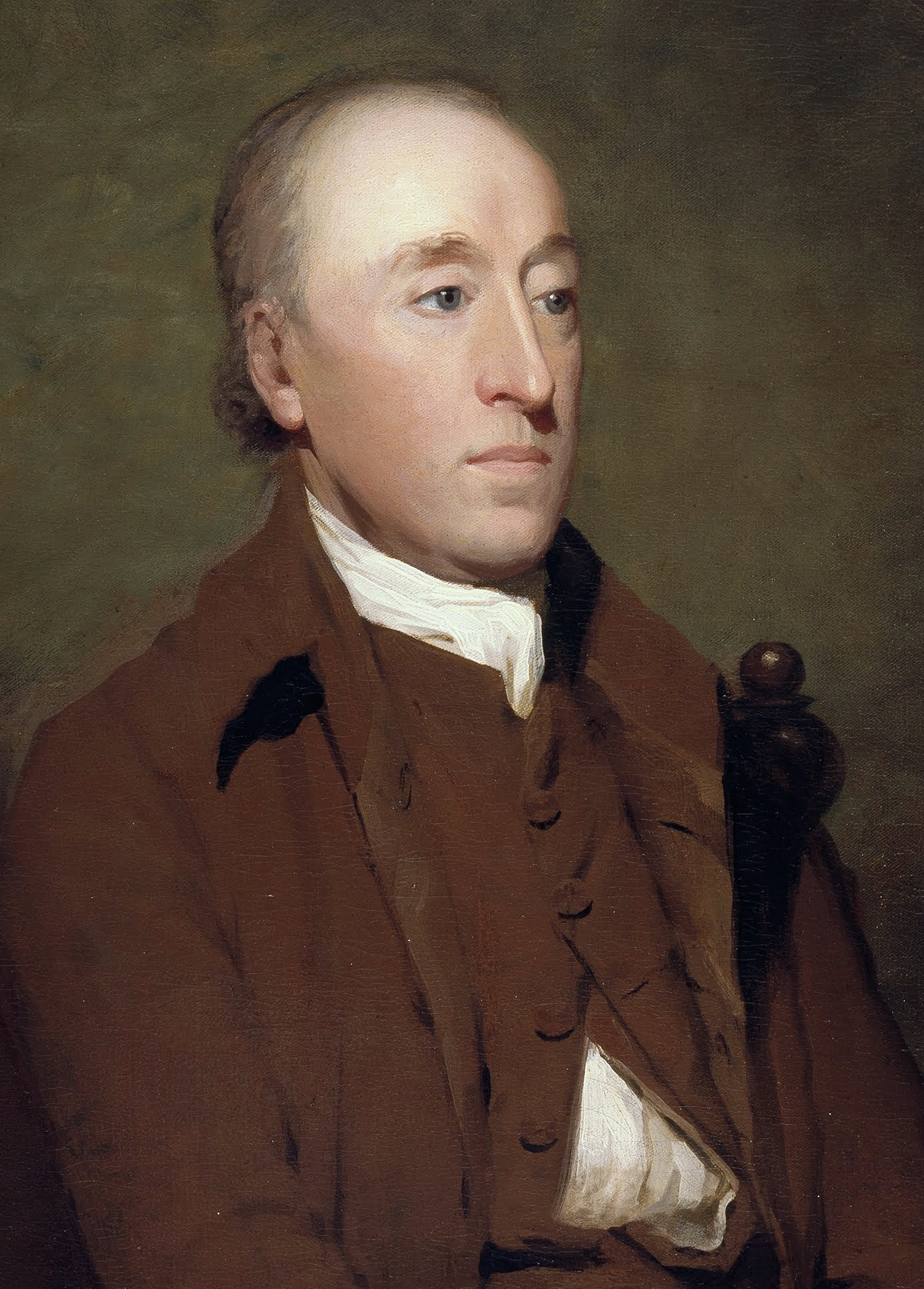
ジェームズ・ハットン。自然法則の斉一性を地質学に適用し、現在主義的方法論を確立した。

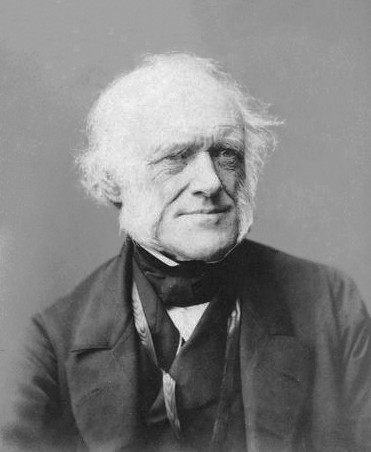
近代地質学成立の立役者、チャールズ・ライエル。漸移観を強調した斉一説を普及させ、地質学を聖書から解放した。

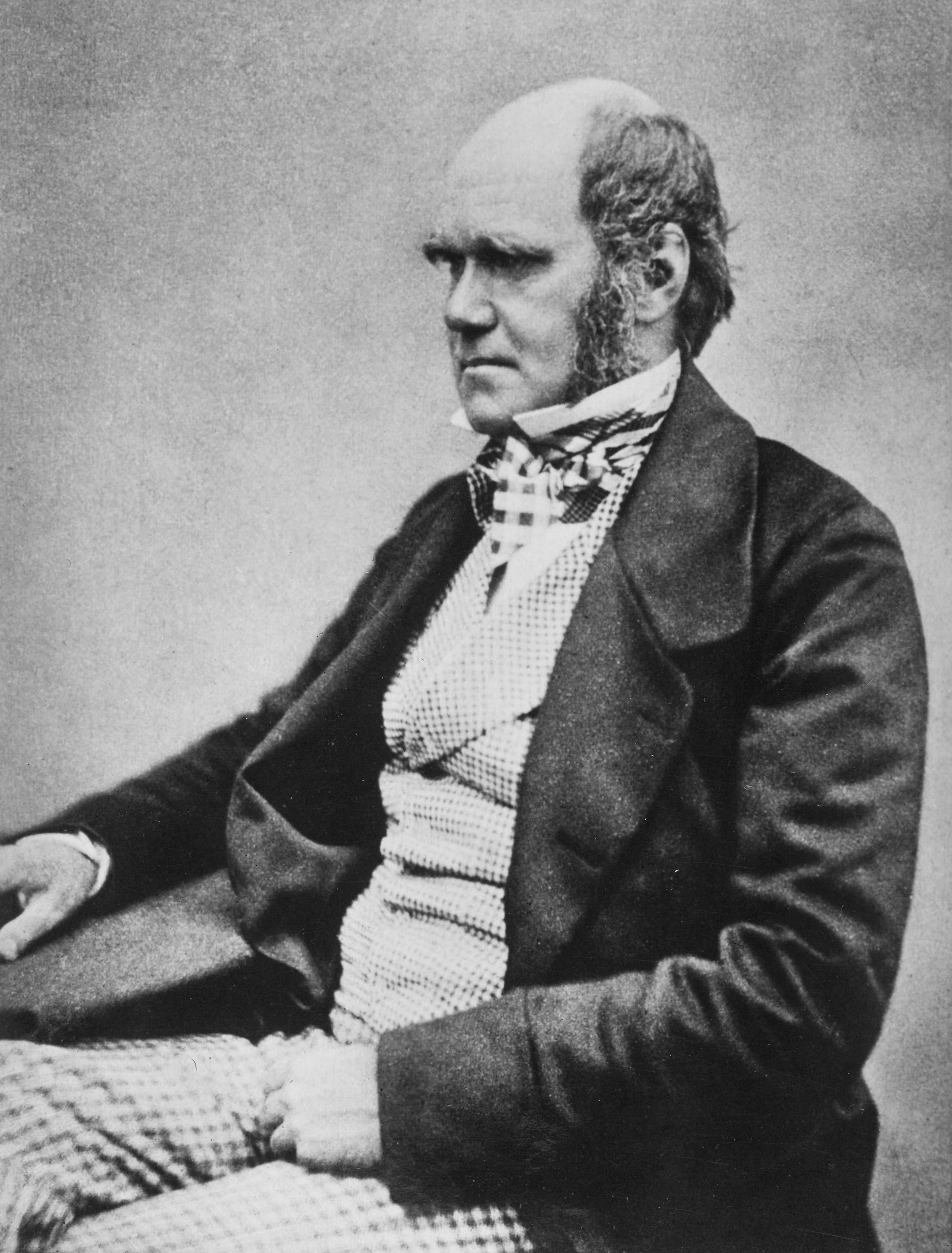
生命の世界に斉一説を適用し、自然選択説を生み出したチャールズ・ダーウィン。

条件に変化がなければ、自然現象は同じように繰り返されると仮定することは、地質学だけに限らず科学の基本的な前提であり、これを自然の斉一性原理という。斉一性原理を仮定せず過去を解読しようとするなら、ある現象が生じたのはその当時の自然法則が現在と異なっていたためとする安易な説明につながりやすい。斉一説はひとまず過去も現在と諸条件が同じだと仮定することで、現在生じている過程である現象が説明できるなら、その説明を採用するとする近代地質学の基本的な考え方である。
斉一説のコンセプトは、スコットランドのチャールズ・ライエルの著書『地質学原理』で広く普及した。現在も過去も作用する自然法則は同じであり、現在起きている現象で過去を説明できるとする現在主義と、極めて長い時間をかけて、ゆっくりと連続的に物事が作用することによって、現在目にしている地質構造が生まれているとする漸進主義が混ざったもので、19世紀に近代地質学が成立する過程で、多くの地質学者によって中心となる考え方として述べられてきた。
これ以前の主流は、18世紀の終わりにフランスのジョルジュ・キュヴィエが提唱した考え方で、聖書に書かれているノアの洪水のような破滅的事変が過去に何度もあり、それがいまある地質構造を短期間に作り上げたという不連続的な作用を唱えるものだった。
イギリスのウィリアム・ヒューウェルはキュヴィエの考え方を天変地異説（カタストロフィズム）と名付け、ライエルの考え方を斉一説と名付けて天変地異説に対立する説と位置づけた。そして、斉一説によってそれまで思弁的な宇宙論としてあった地質学が、科学的な地質学として生まれ変わったと宣伝した。
しかしながら、現代の地質学では、長大な時間をかけて地質作用が起こることは認めているものの、厳格な漸進主義はもはやとられておらず、激変的な出来事によって説明される説も重要性が認められている。

## 歴史

### ハットンの『地球の理論』
ライエルの斉一説は、同じスコットランドの、ジェームズ・ハットンの考えを元にしている。ハットンはドイツのA・G・ウェルナーの岩石の水成説に対して、火成説を唱え、自説の証拠として地層の不整合や花崗岩の貫入などを発見し、正しく考察した人物である。
ハットンは1788年に『地球の理論』（1795年に2巻本として改訂）を著し、その本の中で、過去は現在を注意深く観察することによって知ることができるという考えを述べている。これは同じスコットランドのデイヴィッド・ヒュームの経験論を受け継いだ考えで、ライエルによって「現在は過去を解く鍵」と端的に言い換えられた。
さらにハットンは、陸にある岩石が風化や侵食をうけて海に流れ込み、海の底に堆積したのち地下の熱によって再び岩石となり、地下からの圧力によって海の底から陸にあがり、再び風化・侵食をうけるということを永遠に繰り返すという、動的な定常地球観を述べている。ハットンは『地球の理論』の最後で「我々は始まりの痕跡も終わりの兆しも見つけることができない」と述べているように、永遠の昔から地球は現在と変わらないと考えた。
このハットンの定常地球観は、聖書に書かれる天地創造から始まる当時の西洋の歴史観と大きく異なったため、まったく評価されなかった。例えば、リチャード・カーワンは、ハットンの説は、地球が遥か過去からずっと現在の形状をとり続けてきたとするアリストテレス流の教義の焼き直しと批判した。ハットンの文章は難解で、しかも前時代的な地球の目的因について長々と述べているものだったため一般の関心を呼び起こすことはなかった。
ハットンのアイディアは、死後、友人であるジョン・プレイフェアが定常地球観をずっと薄めて解説した『ハットン地球論の解説』（1802年）によって理解されることになった。プレイフェアはハットンの方法論をとればニュートンのような天才が現れなくとも、現在を丹念に記載していくことにより過去を解くことができるという考えを示した。

### 天変地異説
一方、おなじ頃フランスのキュヴィエは、彼の解剖学的知見をもとに地層の境界で生物相が大きく異なることを認識し、大異変によって何回かの大量絶滅が起こったと解釈した。1796年のマンモスが現世のゾウと解剖学的に異なることを示した論文で初めてその考えを述べ、1825年の『地表の革命の理論』に詳しくまとめられた。
キュヴィエ自身は厳格な実証主義者だったため、大異変が神によって起こされたとは述べていないものの、キュヴィエ説の支持者たち、例えばウィリアム・バックランドやロバート・ジェイムソン、一般の読者らは聖書のノアの洪水に結びつけて解釈していった。
キュヴィエは大異変によって短期間に地層が形成されたとの考えを述べた。これは、地球の年齢が、アッシャー司教の聖書年代記による六千年（アッシャーの年表）ではないものの、たかだか数万年程度と考えられていた当時の考えに合うものだった（1778年にフランスのビュフォンが7万5千年と見積もっていた）。そのためキュヴィエの説はヨーロッパに広く普及していった。

### ライエルの『地質学原理』
これに対してバックランドのもとで学んでいたライエルは、ハットンの説を掘り起こして、ヨーロッパ各地の豊富な資料をもとに『地質学原理』を記述した。1830年から33年にかけて3巻本として刊行されたこの本の中で、プレイフェアによって示されたハットンの方法論を高く評価し、大異変がなくとも膨大な時間があれば漸進的で連続的な作用が大きな変動を発生させるという考えを述べた。
自然は一足飛びに変化したりはしないとする彼の考えは、ヒューウェルによって斉一説と名付けられた。ライエルは、聖書に書かれている天地創造の話は比喩であるとするイギリス理神論的な宗教観を述べ、世界の起源と人類の起源という問題を解くのは、聖書から地質学に移ったと宣言した。ライエルの明快な文章は説得力があり、この本はその普及版である『地質学の基礎』（1838年）とともに19世紀多くの人々に読まれることになった。
とくに知られるのが、ダーウィンの進化論への影響である。ビーグル号での航海中に『地質学原理』を繰り返し読んでいたダーウィンは、膨大な時間をかけての小さな変化の積み重ねが大きな変異を生み出すというアイディアを生命の世界に適用し、自然選択説という考えを生み出した。
ヨーロッパ（ドイツなど）ではこの説を「斉一説」と呼ぶのは好まれず、「現在主義（アクチュアリズム）」と呼ばれて普及した。「斉一」では過程の斉一性が強調されすぎるため、地震や噴火といったよく知られている突発的な事象さえ否定する意味合いがでてくるためである。火山噴火や地震で一挙に地質構造が変化することも重要だということは、1883年のクラカタウ火山大噴火や1906年のサンフランシスコ地震などで再認識されていった。

### 20世紀
19世紀から20世紀にかけて斉一説は地質学的発見がされるごとに支持されていき、一方で、ノアの洪水に結びつけられていた天変地異説は次第に支持を失っていった。
1904年にはアーネスト・ラザフォードによって、放射性元素の崩壊熱という新たな熱源の発見によって地球の年齢が大幅に伸びたという講演が行われた。原初の火の玉地球の状態から徐々に冷却していったという前提のもとに物理学者が熱力学を使った推定よりも、地質学者が海岸の侵食速度などで見積もっていた推定のほうがより真実に近かったのである。これによりハットンやライエルの主張した、地球に「膨大な時間」があることが証明された。その後、地球の年齢が物理学者の当初の計算よりもずいぶん大きかった理由は、放射性元素の崩壊熱のためではなく、地球内部に対流が存在するためと分かった。
一方で、ライエル流の漸移観は、20世紀後半になってS.J.グールドなどによって批判された。グールドは1965年の「斉一説は必要か?」という論文で、自然は漸進的なプロセスと地震や火山などの突発的なプロセスの複合で成り立っていることを改めて強調した。
また、地球は初期の混乱が収まると、その後はほとんど変化しなかったというハットン流の状態の斉一性も、1840年代のルイ・アガシーとの氷河期論争で捨てさられた。およそ1万年前では、氷床の堆積速度や氷河作用などは現在と変わらないものの、現在よりもずっと寒かったということが明らかになった。
1920年代のハーレン・ブレッツによるワシントン州の有水路大溶岩地帯の氷河湖決壊洪水成因説（ミズーラ洪水）や1980年代のウォルター・アルヴァレズとルイス・アルヴァレズによるK-T境界における隕石衝突説は、膨大な地球の時間のなかでは確率が低いものの激変的な出来事も起こりうるということを示した。彼らは基本的には斉一説の手法を取っており、一足飛びに天変地異に飛びついたわけではなかった。1998年のポール・ホフマンによって示された全球凍結説（スノーボールアース）という極端な仮説も起こりうるものとして考えられるようになった。
現代の地質学で「斉一説」は、自然法則の斉一性とプロセスの通時的斉一性を述べる科学的方法論の説として受け入れられている。漸移観を強調した漸進説としての斉一説は、科学史上の文脈でしか扱われない。

## ライエルの斉一説

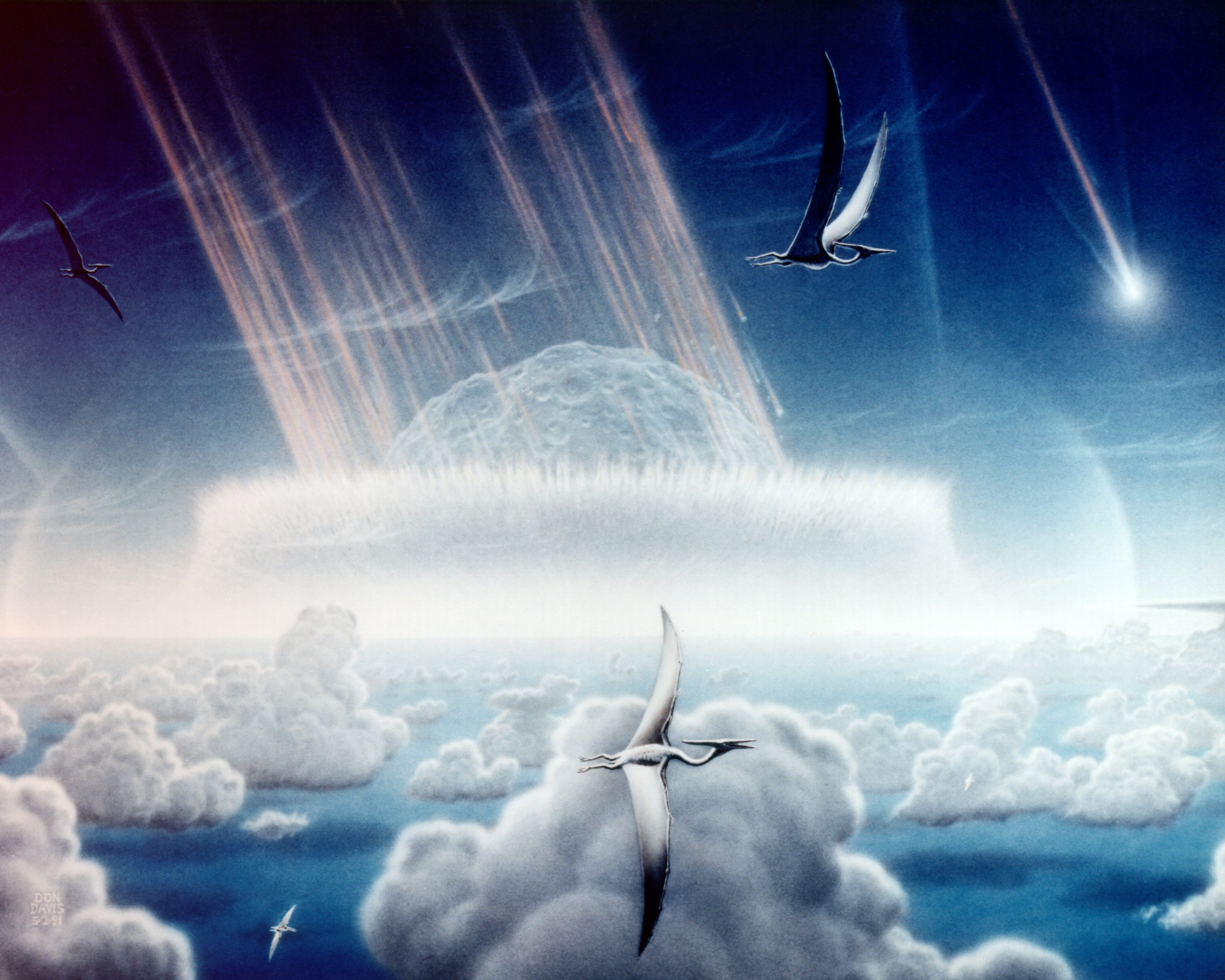
白亜紀に起こった隕石衝突のイメージ図。この出来事も、宇宙からイリジウムが毎年地球に一様に降ってくるだろうという斉一主義的前提から研究が始まっている。斉一説を考えるうえで注意しなければならないのは、百万年が基本単位という地質学者の視点である。このスケールでは千年に一度の巨大噴火も繰り返し起こる事象になる。

ライエルの斉一説はいくつかの主張が混ざったもので、M.J.S.ラドウィックは次の4つの主張に分類した。
1. 自然法則の斉一性
2. 過程の斉一性
3. 速度の斉一性
4. 状態の斉一性

自然法則の斉一性
自然法則は時間・空間を問わず不変であるという前提。18世紀の哲学者ヒュームによって枚挙的帰納法を完成させる前提として示された考えで、自然の斉一性原理と呼ばれる。この考えが、観察できない過去にまで帰納的推論を拡張するために必要な保証であることはずっと以前の時代から認識されていた。ハットンも「たとえばもし、今日落下した石が明日には再び上昇したとしたら、自然哲学も終わりである。われわれが依拠する原理は崩壊し、観察によって自然の規則を研究することがもはやできなくなってしまう。」と述べている。
過程の斉一性
プロセスの通時的斉一性とも呼ばれる。過去に生じた過程は現在において作用している過程によって起こったものとできる場合は、未知の原因や消滅した原因といった特別の原因を考えてはならないとするもの。ハットンよりもずっと以前、ニコラウス・ステノの時代から地質学を研究するための科学的方法論として述べられてきた考えである。
速度の斉一性
変化の速さは一様で、ふつうは目に見えないほどゆっくりと漸進的であるというもの。洪水、地震、隆起などの激変作用は局地的な現象であり、天変地異説のように地球全体がいっせいに激動することはない。現時点で起こっている頻度、範囲を超える規模で激変作用が起こることはないし、将来も起こらない。ライエルがとくに強調したこの速度の斉一性は、斉一説を漸進説として位置づけた。この考えはライエル以来、地質学者のドグマとなったが、現代においては地質学者によってもしばしば批判されるものである。
状態の斉一性
地球はほとんどの期間で動的平衡状態にあり、ある一定の方向に進歩していくような変化をしているわけではないというもの。したがって、過去を推測するために現行の秩序を利用できる。現在よりももっと激しい動乱の時代があったことはなく、地震や火山などは現在と同じ規模と範囲で破壊をもたらしてきたとする。
この状態の斉一性の主張は、多くの地質学者には知られていない。ライエルは『地質学原理』の初版で、地球の変化に方向性はなく、現在と異なる状態になったことはないというハットンと同じような考えを述べていたが、第10版においてこの主張を削除しているためである（『地質学原理』の初版は入手しにくく、現在入手が容易なものは最終版の第11版である）。1840年代にルイ・アガシーによって明らかにされた氷河時代は、過去に地球が現在と異なる状態にあったことを示した。また、ライエルは地層層序の中でみられる魚類から両生類、爬虫類、哺乳類とすすむ生物の進歩は幻想であり、哺乳類は古生代の昔から存在しており、そのうち化石として発見されるだろうという考えを述べていた。しかし、地質学の発展により数々の発見がなされても古生代に哺乳類の化石が現れることはなく、ライエルはこの考えを捨ててしまった。
S.J.グールドは、最初の2つの斉一性、自然法則の斉一性と過程の斉一性は科学的方法論についての言明であり、「現代、ライエルの時代を問わず、現場の科学者すべてが受け入れている基本原理の地質学版である。」と述べている。その一方で、残り2つの斉一性は検証可能な地球に関する理論であり、それらは現代においては否定された主張であると述べた。